# Jo de Leeuw (burgemeester)
Johannes Jodocus (Jo) de Leeuw (Alphen (Gelderland), ca. 1920 – 12 mei 2016) was een Nederlands politicus van de KVP en later het CDA.
Hij werd geboren in de Gelderse gemeente Appeltern als zoon van Johannes Gijsbertus de Leeuw (1884-1962), later burgemeester van Appeltern, en Theodora Johanna Buunen. Hij is afgestudeerd in de rechten en was hoofdambtenaar op het secretariaat van de Algemene Rooms-Katholieke Ambtenarenvereniging (ARKA) in Den Haag voor hij midden 1958 benoemd werd tot burgemeester van Beek en Donk. Daarnaast was hij vanaf 1967 nog enige tijd waarnemend burgemeester van Asten. In november 1968 volgde zijn benoeming tot burgemeester van Best wat hij tot 1983 zou blijven. Hij overleed in 2016.